# ستيوارت برايت
ستيوارت برايت (بالإنجليزية: Stewart Bright)‏ هو لاعب كرة قدم بريطاني، ولد في 13 أكتوبر 1957 في كولشيستر في المملكة المتحدة. لعب مع كولتشستر يونايتد ونادي تشيلمسفورد.